# Joshua Haas
Joshua Haas (22 settembre 1994) è un giocatore di football americano tedesco, che gioca come wide receiver per gli Stuttgart Surge.